# Élections cantonales de 2004 dans le Gers
Les élections cantonales ont eu lieu les 21 et 28 mars 2004.
Lors de ces élections, 16 des 31 cantons du Gers ont été renouvelés. Elles ont vu la reconduction de la majorité socialiste dirigée par Philippe Martin, président du conseil général depuis 1998.

## Résultats à l’échelle du département
Répartition départementale des résultats (2e tour).
- PCF (5,08 %)
- PS (46,23 %)
- DVG (3,05 %)
- UMP (35,92 %)
- UDF (9,71 %)

| Étiquette      | Étiquette                           | Premier tour | Premier tour | Second tour | Second tour | Sièges |
| Étiquette      | Étiquette                           | Voix         | %            | Voix        | %           | Sièges |
| -------------- | ----------------------------------- | ------------ | ------------ | ----------- | ----------- | ------ |
|                | Parti socialiste                    | 15 322       | 35,67        | 16 375      | 46,23       | 7      |
|                | Parti communiste français           | 4 847        | 11,28        | 1 801       | 5,08        | 1      |
|                | Divers gauche                       | 1 021        | 2,38         | 1 081       | 3,05        | 1      |
|                | Les Verts                           | 498          | 1,16         |             |             |        |
|                | Parti radical de gauche             | 414          | 0,96         |             |             |        |
|                | Extrême gauche                      | 94           | 0,22         |             |             |        |
| Gauche         | Gauche                              | 22 196       | 51,67        | 19 257      | 54,36       | 9      |
|                |                                     |              |              |             |             |        |
|                | Union pour un mouvement populaire   | 13 367       | 31,12        | 12 723      | 35,92       | 7      |
|                | Union pour la démocratie française  | 2 681        | 6,24         | 3 439       | 9,71        | 0      |
|                | Front national                      | 2 853        | 6,64         |             |             |        |
|                | Chasse, pêche, nature et traditions | 286          | 0,67         |             |             |        |
| Droite         | Droite                              | 19 187       | 44,67        | 16 162      | 45,63       | 7      |
|                |                                     |              |              |             |             |        |
|                | Écologistes divers                  | 809          | 1,88         |             |             |        |
|                | Divers                              | 763          | 1,78         |             |             |        |
|                |                                     |              |              |             |             |        |
| Inscrits       | Inscrits                            | 61 272       | 100,00       | 48 828      | 100,00      |        |
| Abstention     | Abstention                          | 16 186       | 26,42        | 11 207      | 22,95       |        |
| Votants        | Votants                             | 45 086       | 73,58        | 37 621      | 77,05       |        |
| Blancs et nuls | Blancs et nuls                      | 2 131        | 4,73         | 2 202       | 5,85        |        |
| Exprimés       | Exprimés                            | 42 955       | 95,27        | 35 419      | 94,15       |        |

## Résultats par canton

### Canton d'Auch-Nord-Est
| Candidats      | Candidats        | Étiquette      | Premier tour | Premier tour |
| Candidats      | Candidats        | Étiquette      | Voix         | %            |
| -------------- | ---------------- | -------------- | ------------ | ------------ |
|                | Alain Sorbadère* | PS             | 1 679        | 51,11        |
|                | Pierre Tabarin   | UMP            | 854          | 26,00        |
|                | Denise Normand   | FN             | 282          | 8,58         |
|                | Joëlle Reynaud   | ECO            | 220          | 6,70         |
|                | Colette Bassac   | PCF            | 190          | 5,78         |
|                | Georges Brousse  | DVG            | 60           | 1,83         |
|                |                  |                |              |              |
| Inscrits       | Inscrits         | Inscrits       | 4 998        | 100,00       |
| Abstention     | Abstention       | Abstention     | 1 549        | 30,99        |
| Votants        | Votants          | Votants        | 3 449        | 69,01        |
| Blancs et nuls | Blancs et nuls   | Blancs et nuls | 164          | 4,76         |
| Exprimés       | Exprimés         | Exprimés       | 3 285        | 95,24        |

*sortant

### Canton d'Auch-Nord-Ouest
| Candidats      | Candidats        | Étiquette      | Premier tour | Premier tour | Second tour | Second tour |
| Candidats      | Candidats        | Étiquette      | Voix         | %            | Voix        | %           |
| -------------- | ---------------- | -------------- | ------------ | ------------ | ----------- | ----------- |
|                | Pierre Lasserre* | PS             | 1 557        | 34,17        | 2 556       | 58,57       |
|                | Jacques Brussiau | UMP            | 1 176        | 25,81        | 1 808       | 41,43       |
|                | Patrick Fueyo    | PRG            | 414          | 9,09         |             |             |
|                | Danielle Arrieu  | Verts          | 375          | 8,23         |             |             |
|                | Maurice Salles   | PCF            | 372          | 8,17         |             |             |
|                | Roger L'Her      | FN             | 333          | 7,31         |             |             |
|                | Michel Lauray    | DVG            | 239          | 5,25         |             |             |
|                | Cyril Dubreuil   | DVG            | 90           | 1,98         |             |             |
|                |                  |                |              |              |             |             |
| Inscrits       | Inscrits         | Inscrits       | 6 741        | 100,00       | 6 740       | 100,00      |
| Abstention     | Abstention       | Abstention     | 1 948        | 28,90        | 1 883       | 27,94       |
| Votants        | Votants          | Votants        | 4 793        | 71,10        | 4 857       | 72,06       |
| Blancs et nuls | Blancs et nuls   | Blancs et nuls | 237          | 4,94         | 493         | 10,15       |
| Exprimés       | Exprimés         | Exprimés       | 4 556        | 95,06        | 4 364       | 89,85       |

*sortant

### Canton de Cazaubon
| Candidats      | Candidats           | Étiquette      | Premier tour | Premier tour | Second tour | Second tour |
| Candidats      | Candidats           | Étiquette      | Voix         | %            | Voix        | %           |
| -------------- | ------------------- | -------------- | ------------ | ------------ | ----------- | ----------- |
|                | Claude Sainrapt*    | UMP            | 934          | 37,66        | 1 426       | 53,85       |
|                | Guy Buros           | PS             | 575          | 23,19        | 1 222       | 46,15       |
|                | Bernadette Gouanere | PCF            | 505          | 20,36        | Retrait     | Retrait     |
|                | Henri Diederich     | SE             | 286          | 11,53        |             |             |
|                | Christian Rechede   | FN             | 180          | 7,26         |             |             |
|                |                     |                |              |              |             |             |
| Inscrits       | Inscrits            | Inscrits       | 3 779        | 100,00       | 3 778       | 100,00      |
| Abstention     | Abstention          | Abstention     | 1 146        | 30,33        | 928         | 24,56       |
| Votants        | Votants             | Votants        | 2 633        | 69,67        | 2 850       | 75,44       |
| Blancs et nuls | Blancs et nuls      | Blancs et nuls | 153          | 5,81         | 202         | 7,09        |
| Exprimés       | Exprimés            | Exprimés       | 2 480        | 94,19        | 2 648       | 92,91       |

*sortant

### Canton de Cologne
| Candidats      | Candidats       | Étiquette      | Premier tour | Premier tour | Second tour | Second tour |
| Candidats      | Candidats       | Étiquette      | Voix         | %            | Voix        | %           |
| -------------- | --------------- | -------------- | ------------ | ------------ | ----------- | ----------- |
|                | Philippe Dupouy | PS             | 726          | 45,75        | 891         | 52,14       |
|                | Max Laborie*    | UMP            | 681          | 42,91        | 818         | 47,86       |
|                | Gérard Idrac    | FN             | 125          | 7,88         |             |             |
|                | Mario Mandes    | DVG            | 55           | 3,47         |             |             |
|                |                 |                |              |              |             |             |
| Inscrits       | Inscrits        | Inscrits       | 2 140        | 100,00       | 2 139       | 100,00      |
| Abstention     | Abstention      | Abstention     | 477          | 22,29        | 359         | 16,78       |
| Votants        | Votants         | Votants        | 1 663        | 77,71        | 1 780       | 83,22       |
| Blancs et nuls | Blancs et nuls  | Blancs et nuls | 76           | 4,57         | 71          | 3,99        |
| Exprimés       | Exprimés        | Exprimés       | 1 587        | 95,43        | 1 709       | 96,01       |

*sortant

### Canton de Fleurance
| Candidats      | Candidats           | Étiquette      | Premier tour | Premier tour | Second tour | Second tour |
| Candidats      | Candidats           | Étiquette      | Voix         | %            | Voix        | %           |
| -------------- | ------------------- | -------------- | ------------ | ------------ | ----------- | ----------- |
|                | Pierre Combedouzon* | UMP            | 1 689        | 33,72        | 2 641       | 50,21       |
|                | Patrick Sarramiac   | PS             | 1 554        | 31,02        | 2 619       | 49,79       |
|                | Joël Delbeau        | SE             | 763          | 15,23        | Retrait     | Retrait     |
|                | Jean de Preaudet    | FN             | 474          | 9,46         |             |             |
|                | Jean-Louis Cassaing | ECO            | 306          | 6,11         |             |             |
|                | Jean-Claude Marx    | PCF            | 223          | 4,45         |             |             |
|                |                     |                |              |              |             |             |
| Inscrits       | Inscrits            | Inscrits       | 7 545        | 100,00       | 7 544       | 100,00      |
| Abstention     | Abstention          | Abstention     | 2 264        | 30,01        | 1 906       | 25,27       |
| Votants        | Votants             | Votants        | 5 281        | 69,99        | 5 638       | 74,73       |
| Blancs et nuls | Blancs et nuls      | Blancs et nuls | 272          | 5,15         | 378         | 6,70        |
| Exprimés       | Exprimés            | Exprimés       | 5 009        | 94,85        | 5 260       | 93,30       |

*sortant

### Canton de Jegun
| Candidats      | Candidats          | Étiquette      | Premier tour | Premier tour | Second tour | Second tour |
| Candidats      | Candidats          | Étiquette      | Voix         | %            | Voix        | %           |
| -------------- | ------------------ | -------------- | ------------ | ------------ | ----------- | ----------- |
|                | Michel Barthe*     | UMP            | 965          | 48,32        | 1 121       | 55,39       |
|                | Philippe Bessagnet | PS             | 429          | 21,48        | 903         | 44,61       |
|                | Rolande Valadie    | PCF            | 347          | 17,38        | Retrait     | Retrait     |
|                | Nicole Jullian     | ECO            | 166          | 8,31         |             |             |
|                | Jeanine Laurant    | FN             | 90           | 4,51         |             |             |
|                |                    |                |              |              |             |             |
| Inscrits       | Inscrits           | Inscrits       | 2 668        | 100,00       | 2 668       | 100,00      |
| Abstention     | Abstention         | Abstention     | 570          | 21,36        | 504         | 18,89       |
| Votants        | Votants            | Votants        | 2 098        | 78,64        | 2 164       | 81,11       |
| Blancs et nuls | Blancs et nuls     | Blancs et nuls | 101          | 4,81         | 140         | 6,47        |
| Exprimés       | Exprimés           | Exprimés       | 1 997        | 95,19        | 2 024       | 93,53       |

*sortant

### Canton de Lombez
| Candidats      | Candidats      | Étiquette      | Premier tour | Premier tour | Second tour | Second tour |
| Candidats      | Candidats      | Étiquette      | Voix         | %            | Voix        | %           |
| -------------- | -------------- | -------------- | ------------ | ------------ | ----------- | ----------- |
|                | Jean Loubon    | PS             | 1 302        | 47,96        | 1 643       | 58,55       |
|                | Guy Larée      | UMP            | 879          | 32,38        | 1 163       | 41,45       |
|                | Henri Caillau  | FN             | 216          | 7,96         |             |             |
|                | Thierry Jegou  | PCF            | 179          | 6,59         |             |             |
|                | Hervé Gilbert  | DVG            | 139          | 5,12         |             |             |
|                |                |                |              |              |             |             |
| Inscrits       | Inscrits       | Inscrits       | 3 900        | 100,00       | 3 898       | 100,00      |
| Abstention     | Abstention     | Abstention     | 1 048        | 26,87        | 932         | 23,91       |
| Votants        | Votants        | Votants        | 2 852        | 73,13        | 2 966       | 76,09       |
| Blancs et nuls | Blancs et nuls | Blancs et nuls | 137          | 4,80         | 160         | 5,39        |
| Exprimés       | Exprimés       | Exprimés       | 2 715        | 95,20        | 2 806       | 94,61       |

### Canton de Masseube
| Candidats      | Candidats        | Étiquette      | Premier tour | Premier tour |
| Candidats      | Candidats        | Étiquette      | Voix         | %            |
| -------------- | ---------------- | -------------- | ------------ | ------------ |
|                | Georges Barthe*  | UMP            | 1 409        | 51,56        |
|                | Guy Messine      | PS             | 989          | 36,19        |
|                | André Belveze    | PCF            | 254          | 9,29         |
|                | Georges Druilhet | FN             | 81           | 2,96         |
|                |                  |                |              |              |
| Inscrits       | Inscrits         | Inscrits       | 3 579        | 100,00       |
| Abstention     | Abstention       | Abstention     | 742          | 20,73        |
| Votants        | Votants          | Votants        | 2 837        | 79,27        |
| Blancs et nuls | Blancs et nuls   | Blancs et nuls | 104          | 3,67         |
| Exprimés       | Exprimés         | Exprimés       | 2 733        | 96,33        |

*sortant

### Canton de Miélan
| Candidats      | Candidats      | Étiquette      | Premier tour | Premier tour | Second tour | Second tour |
| Candidats      | Candidats      | Étiquette      | Voix         | %            | Voix        | %           |
| -------------- | -------------- | -------------- | ------------ | ------------ | ----------- | ----------- |
|                | Gérard Fauque* | PCF            | 1 105        | 40,70        | 1 801       | 66,14       |
|                | Claude Senac   | UMP            | 798          | 29,39        | 922         | 33,86       |
|                | André Danos    | PS             | 697          | 25,67        | Retrait     | Retrait     |
|                | Louise Sautron | FN             | 115          | 4,24         |             |             |
|                |                |                |              |              |             |             |
| Inscrits       | Inscrits       | Inscrits       | 3 801        | 100,00       | 3 800       | 100,00      |
| Abstention     | Abstention     | Abstention     | 971          | 25,55        | 953         | 25,08       |
| Votants        | Votants        | Votants        | 2 830        | 74,45        | 2 847       | 74,92       |
| Blancs et nuls | Blancs et nuls | Blancs et nuls | 115          | 4,06         | 124         | 4,36        |
| Exprimés       | Exprimés       | Exprimés       | 2 715        | 95,94        | 2 723       | 95,64       |

*sortant

### Canton de Miradoux
| Candidats      | Candidats        | Étiquette      | Premier tour | Premier tour | Second tour | Second tour |
| Candidats      | Candidats        | Étiquette      | Voix         | %            | Voix        | %           |
| -------------- | ---------------- | -------------- | ------------ | ------------ | ----------- | ----------- |
|                | André Cochet*    | UMP            | 605          | 49,19        | 748         | 60,32       |
|                | Suzanne Macabiau | PS             | 387          | 31,46        | 492         | 39,68       |
|                | Joël Cantaloup   | PCF            | 88           | 7,15         |             |             |
|                | Victoire Crispel | UDF            | 78           | 6,34         |             |             |
|                | Yves Saint-Jours | FN             | 72           | 5,85         |             |             |
|                |                  |                |              |              |             |             |
| Inscrits       | Inscrits         | Inscrits       | 1 608        | 100,00       | 1 608       | 100,00      |
| Abstention     | Abstention       | Abstention     | 334          | 20,77        | 316         | 19,65       |
| Votants        | Votants          | Votants        | 1 274        | 79,23        | 1 292       | 80,35       |
| Blancs et nuls | Blancs et nuls   | Blancs et nuls | 44           | 3,45         | 52          | 4,02        |
| Exprimés       | Exprimés         | Exprimés       | 1 230        | 96,55        | 1 240       | 95,98       |

*sortant

### Canton de Montréal
| Candidats      | Candidats          | Étiquette      | Premier tour | Premier tour |
| Candidats      | Candidats          | Étiquette      | Voix         | %            |
| -------------- | ------------------ | -------------- | ------------ | ------------ |
|                | Gérard Bezerra*    | UMP            | 1 498        | 56,70        |
|                | Guy Maribon Ferret | PS             | 669          | 25,32        |
|                | Pierre Esquerre    | PCF            | 241          | 9,12         |
|                | André Billieres    | FN             | 203          | 7,68         |
|                | Béatrice Lormeau   | DVG            | 31           | 1,17         |
|                |                    |                |              |              |
| Inscrits       | Inscrits           | Inscrits       | 3 862        | 100,00       |
| Abstention     | Abstention         | Abstention     | 1 088        | 28,17        |
| Votants        | Votants            | Votants        | 2 774        | 71,83        |
| Blancs et nuls | Blancs et nuls     | Blancs et nuls | 132          | 4,76         |
| Exprimés       | Exprimés           | Exprimés       | 2 642        | 95,24        |

*sortant

### Canton de Plaisance
| Candidats      | Candidats         | Étiquette      | Premier tour | Premier tour | Second tour | Second tour |
| Candidats      | Candidats         | Étiquette      | Voix         | %            | Voix        | %           |
| -------------- | ----------------- | -------------- | ------------ | ------------ | ----------- | ----------- |
|                | Régis Soubabère*  | UMP            | 1 051        | 46,04        | 1 248       | 50,14       |
|                | Daniel Bidan      | PS             | 951          | 41,66        | 1 241       | 49,86       |
|                | Jean-Pierre Ponce | FN             | 187          | 8,19         |             |             |
|                | Charles Fourcade  | EXG            | 94           | 4,12         |             |             |
|                |                   |                |              |              |             |             |
| Inscrits       | Inscrits          | Inscrits       | 3 276        | 100,00       | 3 277       | 100,00      |
| Abstention     | Abstention        | Abstention     | 837          | 25,55        | 657         | 20,05       |
| Votants        | Votants           | Votants        | 2 439        | 74,45        | 2 620       | 79,95       |
| Blancs et nuls | Blancs et nuls    | Blancs et nuls | 156          | 6,40         | 131         | 5,00        |
| Exprimés       | Exprimés          | Exprimés       | 2 283        | 93,60        | 2 489       | 95,00       |

*sortant

### Canton de Riscle
| Candidats      | Candidats         | Étiquette      | Premier tour | Premier tour | Second tour | Second tour |
| Candidats      | Candidats         | Étiquette      | Voix         | %            | Voix        | %           |
| -------------- | ----------------- | -------------- | ------------ | ------------ | ----------- | ----------- |
|                | Guy Darrieux      | PS             | 1 794        | 47,15        | 2 242       | 55,09       |
|                | Jean Menvielle    | UDF            | 1 528        | 40,16        | 1 828       | 44,91       |
|                | Bernard Laffargue | PCF            | 267          | 7,02         |             |             |
|                | Christiane Peotta | FN             | 216          | 5,68         |             |             |
|                |                   |                |              |              |             |             |
| Inscrits       | Inscrits          | Inscrits       | 5 388        | 100,00       | 5 388       | 100,00      |
| Abstention     | Abstention        | Abstention     | 1 377        | 25,56        | 1 152       | 21,38       |
| Votants        | Votants           | Votants        | 4 011        | 74,44        | 4 236       | 78,62       |
| Blancs et nuls | Blancs et nuls    | Blancs et nuls | 206          | 5,14         | 166         | 3,92        |
| Exprimés       | Exprimés          | Exprimés       | 3 805        | 94,86        | 4 070       | 96,08       |

### Canton de Saint-Clar
| Candidats      | Candidats           | Étiquette      | Premier tour | Premier tour | Second tour | Second tour |
| Candidats      | Candidats           | Étiquette      | Voix         | %            | Voix        | %           |
| -------------- | ------------------- | -------------- | ------------ | ------------ | ----------- | ----------- |
|                | Bernard Cassaignau* | UDF            | 740          | 46,45        | 890         | 49,83       |
|                | Bernard Gendre      | PS             | 629          | 39,49        | 896         | 50,17       |
|                | Jacques Cadeot      | PCF            | 131          | 8,22         |             |             |
|                | Jean-Pierre Gasquet | FN             | 93           | 5,84         |             |             |
|                |                     |                |              |              |             |             |
| Inscrits       | Inscrits            | Inscrits       | 2 191        | 100,00       | 2 190       | 100,00      |
| Abstention     | Abstention          | Abstention     | 522          | 23,82        | 341         | 15,57       |
| Votants        | Votants             | Votants        | 1 669        | 76,18        | 1 849       | 84,43       |
| Blancs et nuls | Blancs et nuls      | Blancs et nuls | 76           | 4,55         | 63          | 3,41        |
| Exprimés       | Exprimés            | Exprimés       | 1 593        | 95,45        | 1 786       | 96,59       |

*sortant

### Canton de Saramon
| Candidats      | Candidats          | Étiquette      | Premier tour | Premier tour | Second tour | Second tour |
| Candidats      | Candidats          | Étiquette      | Voix         | %            | Voix        | %           |
| -------------- | ------------------ | -------------- | ------------ | ------------ | ----------- | ----------- |
|                | Jean-Pierre Salers | DVG            | 407          | 22,66        | 1 081       | 59,99       |
|                | Daniel Gesta       | UDF            | 335          | 18,65        | 721         | 40,01       |
|                | Arnauld Wadel      | UMP            | 322          | 17,93        | Retrait     | Retrait     |
|                | Michel Burgan      | PCF            | 308          | 17,15        | Retrait     | Retrait     |
|                | André Piccin       | PS             | 244          | 13,59        | Retrait     | Retrait     |
|                | Henri Chavarot     | Verts          | 123          | 6,85         |             |             |
|                | Michel Collignon   | FN             | 57           | 3,17         |             |             |
|                |                    |                |              |              |             |             |
| Inscrits       | Inscrits           | Inscrits       | 2 257        | 100,00       | 2 257       | 100,00      |
| Abstention     | Abstention         | Abstention     | 410          | 18,17        | 376         | 16,66       |
| Votants        | Votants            | Votants        | 1 847        | 81,83        | 1 881       | 83,34       |
| Blancs et nuls | Blancs et nuls     | Blancs et nuls | 51           | 2,76         | 79          | 4,20        |
| Exprimés       | Exprimés           | Exprimés       | 1 796        | 97,24        | 1 802       | 95,80       |

### Canton de Valence-sur-Baise
| Candidats      | Candidats           | Étiquette      | Premier tour | Premier tour | Second tour | Second tour |
| Candidats      | Candidats           | Étiquette      | Voix         | %            | Voix        | %           |
| -------------- | ------------------- | -------------- | ------------ | ------------ | ----------- | ----------- |
|                | Philippe Martin*    | PS             | 1 140        | 45,08        | 1 670       | 66,85       |
|                | Paul Caperan        | PCF            | 637          | 25,19        | Retrait     | Retrait     |
|                | Serge Vervin        | UMP            | 506          | 20,01        | 828         | 33,15       |
|                | Charlotte Guerin    | FN             | 129          | 5,10         |             |             |
|                | Jean-Manuel Fullana | ECO            | 117          | 4,63         |             |             |
|                |                     |                |              |              |             |             |
| Inscrits       | Inscrits            | Inscrits       | 3 539        | 100,00       | 3 541       | 100,00      |
| Abstention     | Abstention          | Abstention     | 903          | 25,52        | 900         | 25,42       |
| Votants        | Votants             | Votants        | 2 636        | 74,48        | 2 641       | 74,58       |
| Blancs et nuls | Blancs et nuls      | Blancs et nuls | 107          | 4,06         | 143         | 5,41        |
| Exprimés       | Exprimés            | Exprimés       | 2 529        | 95,94        | 2 498       | 94,59       |

*sortant